# كوركي لي
كوركي لي (بالإنجليزية: Young Kwok "Corky" Lee)‏ (1947 – 27 يناير 2021) مصور صحفي أمريكي.
كانت أعماله تسجيلا واستكشافا للتفاصيل المتنوعة للثقافة الأمريكية الآسيوية التي يتجاهلها الإعلام الأمريكي، ودافع عنها بهدف التأكيد على أن تاريخ الأمريكيين ذوي الأصول الأمريكية هو جزء من التاريخ الأمريكي.

## حياته ودراسته
ولد في 1947 في حي كوينز في مدينة نيويورك. وكان الطفل الثاني لكل من لي ين تشاك ويونغ سي لي، وكلاهما مهاجران من الصين إلى الولايات المتحدة الأمريكية. عمل والده في مغسلة، وأمه خياطة. وكانه لديه أخت كبرى هي إيلين وثلاث أشقاء أصغر هم جون وجيمس وريتشارد.
التحق بالمدرسة الثانوية، ثم درس التاريخ الأمريكي في كلية كوينز في عام 1965.

## حبه للتصوير الفوتوغرافي
علم نفسه التصوير الفوتغرافي بكاميرات مستعارة للتمرين، لأنه لم يقدر على شراء واحدة. وقال أنه وقع في حب التصوير الفوتوغرافي بسبب صورة ترجع لعام 1869 رآها في كتاب الدراسات الاجتماعية في المدرسة الثانوية، تحتفل بإتمام بناء خط السكة الحديد القاري في قمة برومونتوري في يوتاه. واشترك في بناءه الآلاف من العمال الصينيين، لكن الصورة أظهرت عمالا آخرين ولم تظهر أيا منهم.

## أعماله
وثق عمل لي أحداثا رئيسية في التاريخ السياسي للأمريكيين من أصل آسيوي. وأحد تلك الصور التقط عام 1975 لبيتر يو وهو أمريكي من أصل آسيوي ضربه رجال شرطة نيويورك وجره رجال شرطة. وونشرت الصورة على غلاف صحيفة نيويورك بوست.
وفي اليوم الذي نشرت فيه الصورة تظاهر حوالي عشرين ألف شخص من الحي الصيني في اتجاه قاعة المدينة، منددين بعنف الشرطة الوحشي.
كذلك صور لي التظاهرات التي وقعت بعد مقتل فنسنت تشين في ميشيغان عام 1982. وكان تشين شابا أمريكيا من أصل صيني يعيش في ديترويت، وقتله رونالد إيبنز، الذي يعمل مديرا في شركة كرايسلر موتورز، بالاشتراك مع زوج ابنته. وقد هاجم الجناة تشين ذي الأصل الصيني، بعدما اعتقدوه من اليابان، في الوقت الذي كان اللوم يوجه إلى الشركات اليابانية من أجل خسارة الوظائف في قطاع صناعة السيارات.